# Aurélien Clerc
Aurélien Clerc (Vevey, Suiza, 26 de agosto de 1979) es un ciclista suizo que debutó en el año 2001 y puso fin a su carrera en la temporada 2009.

## Palmarés
2000
- 1 etapa del Tour de Rhénanie-Palatinat

2002
- 5 etapas de la Vuelta a Cuba
- Nokere Koerse
- 2 etapas del Tour de Picardie
- 1 etapa del Tour de Eslovenia

2003
- 1 etapa del Tour de Picardie

2004
- 1 etapa de la Vuelta a Burgos

2006
- 1 etapa de la Clásica de Alcobendas
- 3.º en el Campeonato de Suiza en Ruta

2007
- 1 etapa del Circuito Franco-Belga

2008
- 1 etapa de los Tres Días de Flandes Occidental

## Resultados en Grandes Vueltas y Campeonatos del Mundo

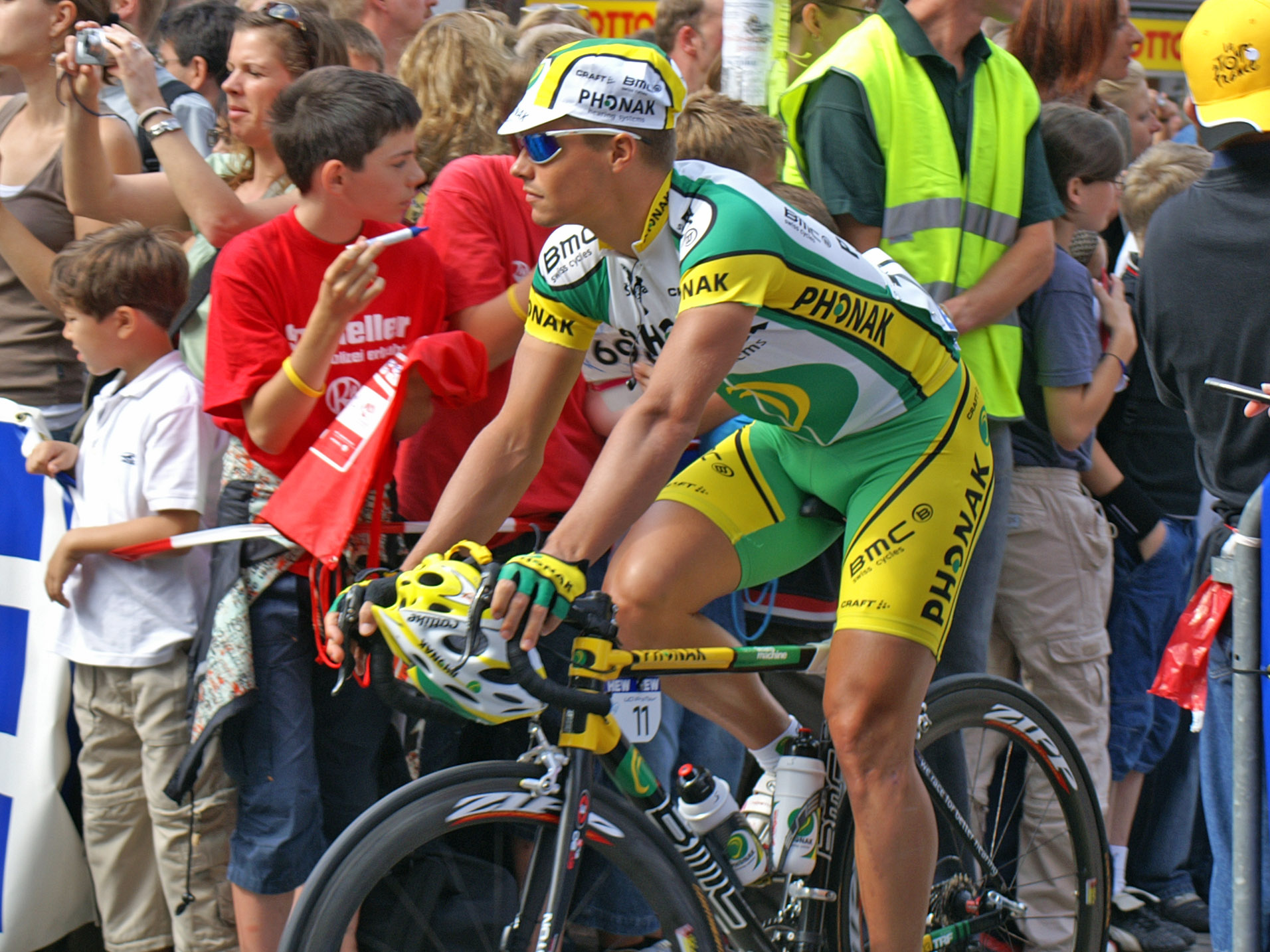
Aurélien Clerc con el maillot del Phonak.

| Carrera         | Carrera         | 2001 | 2002  | 2003 | 2004 | 2005  | 2006  | 2007 | 2008 | 2009 |
| --------------- | --------------- | ---- | ----- | ---- | ---- | ----- | ----- | ---- | ---- | ---- |
|                 | Giro de Italia  | —    | —     | —    | —    | 150.º | —     | —    | —    | —    |
|                 | Tour de Francia | —    | —     | —    | —    | —     | —     | —    | —    | —    |
|                 | Vuelta a España | —    | —     | —    | —    | —     | 114.º | Ab.  | Ab.  | —    |
| Mundial en Ruta | Mundial en Ruta | —    | 114.º | —    | —    | 32.º  | 69.º  | —    | —    | —    |

—: no participa

Ab.: abandono

## Equipos
- Post Swiss Team (2001)
- Mapei (2002)
- Quick-Step (2003-2004)
- Phonak (2005-2006)
- Bbox Bouygues Telecom (2007-2008)
- Ag2r La Mondiale (2009)